# 진스하임
진스하임(독일어: Sinsheim)은 독일 바덴뷔르템베르크주에 위치한 도시로, 행정 구역상으로는 라인네카어 군에 속한다. 축구 클럽 TSG 1899 호펜하임의 연고지이기도 하다.